# Ceica (gmina)
Ceica – gmina w Rumunii, w okręgu Bihor. Obejmuje miejscowości Bucium, Ceica, Ceișoara, Corbești, Cotiglet, Dușești i Incești. W 2011 roku liczyła 3591 mieszkańców.